# 菅原在良
菅原 在良（すがわら の ありよし）は、平安時代中期から後期にかけての貴族、歌人。和泉守大学頭・菅原定義の子。菅原孝標女は叔母。官位は従四位上・式部大輔。菅原氏長者。贈従三位。

## 経歴
寛治元年（1087年）に式部少輔・大内記を兼任。嘉保3年（1096年）に文章博士。天永2年（1111年）式部大輔を務める。同年12月に昇殿を聴され、さらに侍読に任ぜられ鳥羽天皇に仕える。保安2年（1121年）もしくは保安3年（1122年）卒去。享年80（または81）。その他御書殿別当、摂津守を歴任した。ちなみに在良の勘申により、永久、藤原俊信との勘申で長治の元号が採用された。
元徳2年（1330年）に従三位が贈られた（北野三位殿）。子孫は唐橋家となる。

## 歌人として
承保3年（1076年）に、『前右衞門佐經仲歌合』に参加。藤原忠通の奨めで和歌を詠んだといわれ、勅撰和歌集には『新勅撰和歌集』以下5首が入首。家集には『在良朝臣集』がある。

## 系譜
- 父：菅原定義
- 母：藤原実方の娘[4]。
- 妻：源長親の娘
  - 男子：菅原時登（1070-1139）
  - 男子：菅原清能（1073-1130）
- 妻：三宮大進
  - 女子：花園左大臣家小大進（?-?）
- 妻：不詳
  - 男子：菅原善弘
  - 男子：菅原信永
  - 男子：菅原為恒
  - 男子：俊源
  - 男子：俊永
  - 女子：殷富門院大輔（1130頃-1200頃）[5]
  - 女子：藤原信成室